# تپه شرق جا جان
تپه شرق جا جان مربوط به عصر مس - دوره اشکانیان است و در شهرستان جوانرود، بخش روانسر، روستای جان جان واقع شده و این اثر در تاریخ ۲۳ شهریور ۱۳۸۲ با شمارهٔ ثبت ۱۰۱۲۵ به‌عنوان یکی از آثار ملی ایران به ثبت رسیده است.